# Hector Munro Macdonald
Pour les articles homonymes, voir Macdonald.
Hector Munro Macdonald (19 janvier 1865 - 16 mai 1935) est un mathématicien écossais. Il a fait des recherches en mathématiques pures à l'université de Cambridge.

## Biographie
Hector Macdonald est né à Édimbourg en 1865.
Ses deux parents, sa mère Annie Munro et son père Donald Macdonald, sont originaires de Kiltearn (en). Hector est l'aîné des deux fils de ses parents et, alors jeune enfant, il vit à Édimbourg. Cependant, peu de temps après avoir commencé ses études dans la capitale écossaise, la famille a déménagé dans une ferme près de Hill of Fearn (en), à Easter Ross (en). Après son arrivée, Hector a fréquenté l'école locale avant de fréquenter l'Académie royale de Tain. Il a terminé ses études à la Old Aberdeen Grammar School (en) avant d'entrer à l'université d'Aberdeen en 1882.
Après des études de mathématiques à l'université d'Aberdeen, il obtient son diplôme avec mention très bien en 1886 et obtient une bourse Fullerton. Macdonald s'est rendu à Cambridge pour suivre les tripos mathématiques après avoir obtenu son premier diplôme en Écosse. Entré au Clare College, à Cambridge, en tant qu'érudit de la fondation, il obtient son diplôme de quatrième Wrangler dans les tripos mathématiques de 1889, obtient une bourse à Clare l'année suivante et, en 1891, reçoit le prix Smith.
En 1901, il reçoit le prix Adams et il est élu membre de la Royal Society(FRS),. Il reçoit la médaille royale de la Royal Society en 1916.
Macdonald est boursier au Clare College jusqu'en 1908 et, en 1914, il reçoit une bourse honorifique de son ancien collège. De 1916 à 1918, il est président de la London Mathematical Society. Pendant la Première Guerre mondiale, Macdonald effectue son service de guerre à Londres, rattaché au ministère des Munitions, où il s'occupait des salaires. Il est transféré au ministère du Travail en 1916, où il reste jusqu'en 1919. Pour ses services, il est nommé Officier de l'Ordre de l'Empire britannique lors de la cérémonie d'anniversaire de 1918 (en).
Macdonald travaille sur les ondes électriques et résout des problèmes difficiles concernant la diffraction de ces ondes en sommant des séries de fonctions de Bessel. Il corrige sa solution de 1903 au problème d'une sphère parfaitement conductrice noyée dans un diélectrique homogène infini en 1904 après qu'une erreur subtile est signalée par Henri Poincaré. Le problème majeur auquel il s'est attaqué est celui des ondes sans fil. À peu près au moment où Macdonald publie son essai primé sur les ondes électriques, Guglielmo Marconi réussit à transmettre les premiers signaux sans fil à travers l'Atlantique. Cependant, cela pose un problème majeur au début car les signaux sans fil, comme la lumière, ne devraient pas être capables d'être courbés autour de la surface de la terre comme l'étaient apparemment les signaux sans fil de Marconi. Macdonald a suggéré que les ondes sans fil sont réfractées par l'atmosphère. On sait maintenant qu'en fait les ondes sont réfléchies par l'ionosphère.
Macdonald devient professeur de mathématiques à l'université d'Aberdeen en 1905 et y reste pour le reste de sa vie, vivant au 33 College Bounds. En 1905, il est également élu membre de la Royal Society of Edinburgh (FRSE). Ses proposants sont George Chrystal, George Alexander Gibson (en), Cargill Gilston Knott et James Gordon MacGregor (en).
Macdonald est également fellow de la Royal Astronomical Society (FRAS)
Il meurt en 1935 à Aberdeen. Il est enterré contre le mur est de la cathédrale Saint-Machar à Old Aberdeen.

## Famille
Il ne s'était jamais marié et n'avait pas d'enfants.

## Publications
- Electric Waves (1902)
- Electromagnetism (1934)